# غودفري هاغا
غودفري هاغا هو شخصية أعمال وسياسي أمريكي، ولد في 30 نوفمبر 1745، وتوفي في 5 فبراير 1825.